# Anterhynchium basimacula
Anterhynchium basimacula är en stekelart som först beskrevs av Cameron.  Anterhynchium basimacula ingår i släktet Anterhynchium och familjen Eumenidae. Inga underarter finns listade i Catalogue of Life.